# Cesare Studiati
Cesare Studiati Berni (Pisa, 14 gennaio 1821 – Molina di Quosa, 5 novembre 1894) è stato un medico e politico italiano.

## Biografia
Figlio di Pietro Studiati, si laureò a Pisa il 16 giugno 1840 in Filosofia e medicina, conseguendo l'anno successivo anche quella in Chirurgia. Nell'ottobre 1843 venne nominato dissettore da Paolo Savi, professore di Anatomia comparata, collaborando negli anni successivi con Carlo Matteucci allo studio sulla disposizione anatomica dei pesci elettrici e tenendo, nel 1847, anche un corso di Anatomia descrittiva degli animali domestici.
Nel 1856 prese il posto di Alessandro Corticelli alla cattedra di Fisiologia della facoltà di Medicina di Pisa, di cui era supplente fin dal 1845. Nel 1865 fu nominato professore ordinario della stessa materia, ruolo che ebbe fino alla morte. Uomo di grande intelletto e cultura, negli anni si vide assegnare cattedre degli insegnamenti più disparati: Chimica e Anatomia umana nel 1857, Agronomia nel 1870, succedendo a Pietro Cuppari, oppure Igiene nel 1886.
Di idee liberali moderate, partecipò attivamente alla fase risorgimentale aderendo alla spedizione del battaglione dei volontari universitari pisani e senesi del 1848, con il grado di maggiore, combattendo a Curtatone e Montanara a fianco dello zio Ridolfo Castinelli. Arrestato la sera successiva alla battaglia insieme a Rinaldo Ruschi, fu in seguito liberato per intercessione di Carlo Matteucci.
Amico intimo di Bettino Ricasoli, con cui condivideva la passione per il vino, mantenne rapporti con i personaggi più eminenti del risorgimento toscano: Andrea Ranzi, Giuseppe Giusti, Leopoldo Pilla, Ottaviano Fabrizio Mossotti, Raffaele Piria, Giuseppe Orosi, Marco Tabarrini.
Deputato alla Costituente toscana, non volle partecipare a quella italiana per non interrompere i suoi studi, rifiutando anche la carica onorifica di gonfaloniere di Pisa offertagli da Ricasoli. Prese comunque parte attiva nella politica della città toscana, come consigliere comunale e provinciale e, per ben 35 anni, come presidente della Cassa di risparmio di Pisa, succedendo nel 1859 a Lelio Franceschi. Entrò a pieno titolo nell'alta società pisana nel 1860, prendendo in moglie la nobile Giuseppina Agostini della Seta, dalla quale abbe il figlio Pietro, noto architetto.
Socio dell'Accademia dei Georgofili, mise alle stampe numerose opere di fisiologia e anatomia comparata, ma anche di paleontologia, piscicoltura, pastorizia e bachicoltura. Appassionato di enologia, collaborò con i principali produttori toscani dell'epoca, Cosimo Ridolfi e lo stesso Ricasoli, e introdusse nuovi vitigni nelle sue terre di Ripafratta, intuendo l'azione del solfato di rame contro parassiti come la fillossera e la peronospora.